# Telmatoscopus schlitzensis
Telmatoscopus schlitzensis és una espècie d'insecte dípter pertanyent a la família dels psicòdids que es troba a Europa: Alemanya (com ara, Hessen i Saxònia).